# Десять рублей Петра III
Десять рублей, или империал Петра III — золотая монета Российской империи номиналом 10 рублей, отчеканенная в 1762 году при правлении Петра III на Санкт-Петербургском монетном дворе. На аверсе монеты изображён портрет императора в профиль, на реверсе — крестообразная композиция из гербов Московского, Казанского, Сибирского и Астраханского царств с размещённым в центре гербом Российской империи.

## История
При Петре III традиция чеканить империалы продолжилась, как и при предыдущих монархах. Однако его денежные единицы в Европе ценились гораздо больше в связи с его пронемецкой политикой.
Золотые 10 рублей — самая дорогая монета времён правления императора Петра III. Она находилась в обиходе всего 186 дней — именно столько Пётр III находился у власти. За это время было выпущено 25 876 штук десятирублёвых монет.
Над штемпелем для чеканки монет трудились Тимофей Иванов и Самойло Юдин. Так как штемпель работы Юдина пришёл в негодность после чеканки нескольких образцов, то для массового производства был утверждён штемпель Иванова.

## Описание
Диаметр империала Петра III, выполненного из золота 917 пробы, составляет 31 мм; масса монеты — 16,57 г.

### Аверс
На аверсе десятирублёвой монеты изображён правый погрудный профиль Петра III. На его голову надет парик с косой, связанной лентой. Император облачён в кирасу с орлом на груди, через правое плечо перекинута Андреевская лента, с левого плеча спущена императорская мантия.
Под изображением Петра III размещена аббревиатура «СПБ» — знак Санкт-Петербургского монетного двора; сверху по кругу монеты — надпись «ПЕТРЪ•III•Б•М•IМП•IСАМОДЕРЖ•ВСЕРОС».

### Реверс
На реверсе полуимпериала изображены четыре узорчатых щита, расположенные накрест. В верхнем щите — герб Москвы: в червлёном поле Георгий Победоносец на коне копьём поражает крылатого дракона. В нижнем щите — герб Сибирского царства: два соболя, изображённые под семизубцовой короной, стоя на задних лапах, поддерживают лук и направленные остриями вниз две стрелы. На левом щите — герб Астраханского ханства: в голубом поле семизубцовая корона, под которой изображён восточный меч. В правом щите — герб Казанского ханства, на котором изображён коронованный дракон. Над щитом с гербом Москвы — императорская корона; над тремя остальными щитами — пятизубцевые короны. В центре этой композиции расположен Герб Российской империи — двуглавый орёл, увенчанный тремя императорскими коронами, который в своих лапах держит скипетр и державу. В промежутках, образованных периферийными щитами, находятся четыре розы.
По кругу реверса монеты слева размещена надпись «МОН•ЦЕНА ДЕСЯТ•РУБ», справа — «ІМПРСКАЯ РОССІИС». В полях между щитами — цифры, обозначающие год чеканки монеты: «1», «7», «6» и «2».

### Гурт
Империал Петра III имеет шнуровидный гурт с наклоном влево.